# بنه لم
بنه لم، روستایی در دهستان رودزیر بخش علا شهرستان صیدون در استان خوزستان ایران است. این روستا، مرکز بخش علا است.

## مردم‌شناسی
مردم روستا اغلب از طایفه کمایی و طایفه علاءالدینی هستند که از طوایف بزرگ ایل بهمئی به‌ شمار می‌آیند. مردم بنه لم مردمی خون‌گرم و مهمان نواز هستند که دارای اتحاد و برادری مثال زدنی هستند.
شغل اغلب مردم روستا کشاورزی و دامپروری است و ییلاق آنها در کوه قارون (غارون) می‌باشد.

## حواشی انتقال رودخانهٔ اعلا
رودخانه علا نقش بسزایی در معیشت و درآمد مردم این روستا دارد و باعث رواج کشاورزی و بدست آمدن محصولات مطلوبی از جمله برنج چمپا از این منطقه شده‌است اما با توجه به این که سرچشمهٔ رودخانهٔ علا در استان خوزستان است و در یک بازده کوتاه حدود ۳ یا ۴ کیلومتر از حوزه جغرافیایی کهگیلویه و بویراحمد می‌گذرد با این وجود مسؤولان منطقه «دیشموک» از استان کهگیلویه و بویراحمد در حال احداث آب‌بند و نصب تا تأسیسات پمپاژ آب برای برداشت آب از این رودخانه هستند که در صورت بروز این اتفاق موجب کاهش شدید آب این رودخانه در پائین‌دست و تضییع حقوق مردم پائین‌دست رودخانه که طبق قانون مدنی و اساسی اولویت استفاده از این آب را دارند، می‌شود.
رودخانه علا در مسیر خود ۳۰ هزار هکتار از انهار سنتی و موتورپمپ‌ها را دربر می‌گیرد و در پایین‌دست مسیر خود، رود فرعی صیدون، رود فرعی رود زرد و رود فرعی «ماماتین» به آن ملحق می‌شوند و وارد حوزه رامهرمز می‌شود.
ر این رابطه جمع کثیری از مردم دهستان‌های «رود زیر» و روستاهای تابعه، طلاور و حومه، میداوود و حومه، رود زرد و رامهرمز و رامشیر، کشاورزان و دامداران با تجمع در دهستان مربوطه خواستار آن شدند که از عملیاتی شدن این سد و برداشت از آب رودخانه علا جلوگیری شود.

## جمعیت
بر پایه سرشماری عمومی نفوس و مسکن در سال ۱۳۹۵، جمعیت این روستا برابر با ۱٬۵۳۹ نفر (۳۱۶ خانوار) بوده‌است.